# Penkolid
Penkolid je derivát maleimidu, který byl izolován z plísní rodu štětičkovec a z mořských endofytních hub.